# Тограк, Шюкюр
Шюкюр Тограк (тур. Şükür Toğrak; род. 8 октября 2006) — турецкий футболист, полузащитник клуба «Фенербахче».

## Карьера

### Клубная карьера
Родился в 2006 году в городе Хотан, имеет уйгурское происхождение. Начал юношескую карьеру в стамбульском клубе «Эроглуспор». В 2022 году перешел в «Фенербахче», В сезоне 2023-2024 он выступал за «Фенербахче» U19, провел 21 матч в U19 В Elite Lig и забил 1 гол. 
24 октября 2024 года он впервые был включен в заявку команды из 18 игроков на матч против «Манчестер Юнайтед» (1:1) в матче Лиги Европы УЕФА сезона 2024-2025. Он дебютировал за «Фенербахче» в неофициальном товарищеском матче против российского «Зенита» 15 ноября 2024 года, выйдя на замену на 60-й минуте вместо Зеки Дурсуна.

### Международная карьера
Тограк - игрок молодежной сборной, впервые вызванный в сборную до 18 лет на тренировочный лагерь в Анталье 6 ноября 2023 года и впервые вызванный в сборную до 19 лет на тренировочный лагерь в Стамбуле 26 декабря 2024 года